# V-formatie

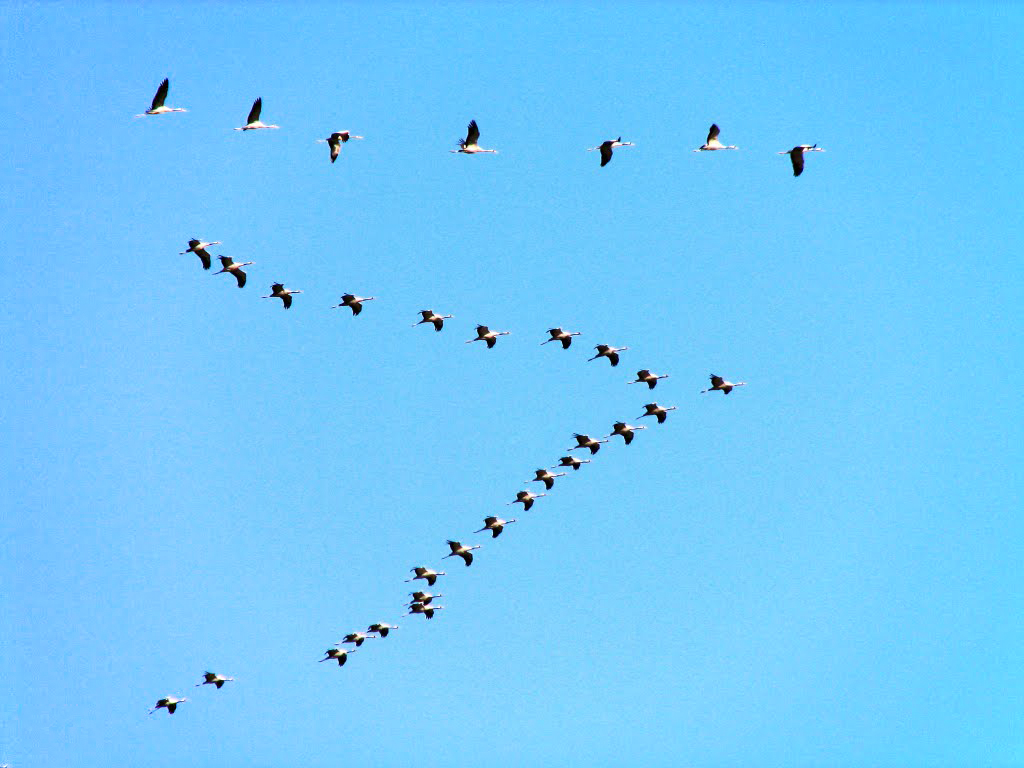
Kraanvogels in een V formatie.

De V-formatie is een vliegpatroon van vogels of vliegtuigen waarbij een op kop vliegt en de anderen in twee schuine lijnen erachter. Ganzen vliegen tijdens de vogeltrek in V-formatie omdat het energie bespaart ten opzichte van het achter elkaar vliegen. Pelikanen die in een V-formatie vliegen hebben een 11,4 - 14,5% lagere hartslag dan wanneer ze dezelfde vlucht alleen doen. De tipwervelingen van de vogels, die weerstand vormen, worden deels onderdrukt doordat er een andere vogel naast vliegt, de formatie kan beschouwd worden als één groot vliegtuig i.p.v. verscheidene kleinere. Overigens hebben de voorste vogels het minste te doen. De lift veroorzaakt door de formatie geeft een onderdruk boven de vogels. Deze onderdruk zuigt de lucht voor de formatie naar boven. De voorste vogels ondervinden dus een opwaartse luchtstroom. Hierdoor moeten kunnen ze langer in glijvlucht blijven en sparen ze zo tot 14% energie uit. Tijdens het vliegen wisselen de vogels elkaar af om de werklast te spreiden.
1. 1 2  (en) Weimerskirch, Henri (2001). Energy Saving in Flight Formation. Nature 413: 697. DOI: 10.1038/35099670.